# هلموت راداخ
هلموت راداخ (آلمانی: Helmut Radach؛ ۱ فوریه ۱۹۱۵ – unknown) قایقران روئینگ اهل آلمان بود.
وی در مسابقات کشوری و بین‌المللی در مجموع برندهٔ ۱ مدال برنز شده‌است.